# SIESTA (ゲームブランド)
SIESTA（シエスタ）は、日本のアダルトゲームブランド。2004年より活動している。ブランド名のシエスタとはスペイン語で午睡（昼寝）のこと。
『THE 恋愛ホラーアドベンチャー 漂流少女』や『ウィル・オ・ウィスプ DS』などを開発したコンシューマーゲーム会社の株式会社シエスタ（Siesta, Inc）とは異なる。
2008年にブランドSIESTAは消滅した。しかし、SIESTAに所属していた原画家・雨音颯他一部スタッフは、2009年に設立されたEtoiles（エトワルズ：アップセット株式会社のアダルトゲームブランド）に移籍しており、SIESTAの製品情報案内や製品サポートはEtoilesにて行われている。

## 概要
イラストレーターの雨音颯（雨音響）、ゆきうさぎが全作品の原画を担当している。また、声優の榊原ゆいが第2作以降のオープニング曲、エンディング曲のボーカルを務めており、そのうち第2作と第3作では作品で最も代表的なヒロインの音声も担当している。
アダルトゲームを初めて手に取るユーザーをターゲットとして想定しており、軽めの内容が多い。
全作品にディスク収録方式の版権イラストCG集が存在し、有限会社シューティングスターより販売されている。イラストCG集を含めた各種グッズは主にイベント会場や通信販売で入手できる。
シューティングスターはDreamPartyの協賛企業でもあり、DreamPartyの公式パンフレットにはSIESTA作品のイラストが看板的に掲載されることが多い。

## 作品
- 2005年12月9日 - MOON CHILDe
- 2007年1月26日 - あるぺじお 〜きみいろのメロディ〜
- 2007年11月22日 - ぱすてる
- 2008年11月28日 - あいれぼ 〜IDOL☆REVOLUTION〜